# Análisis de la curva de declive

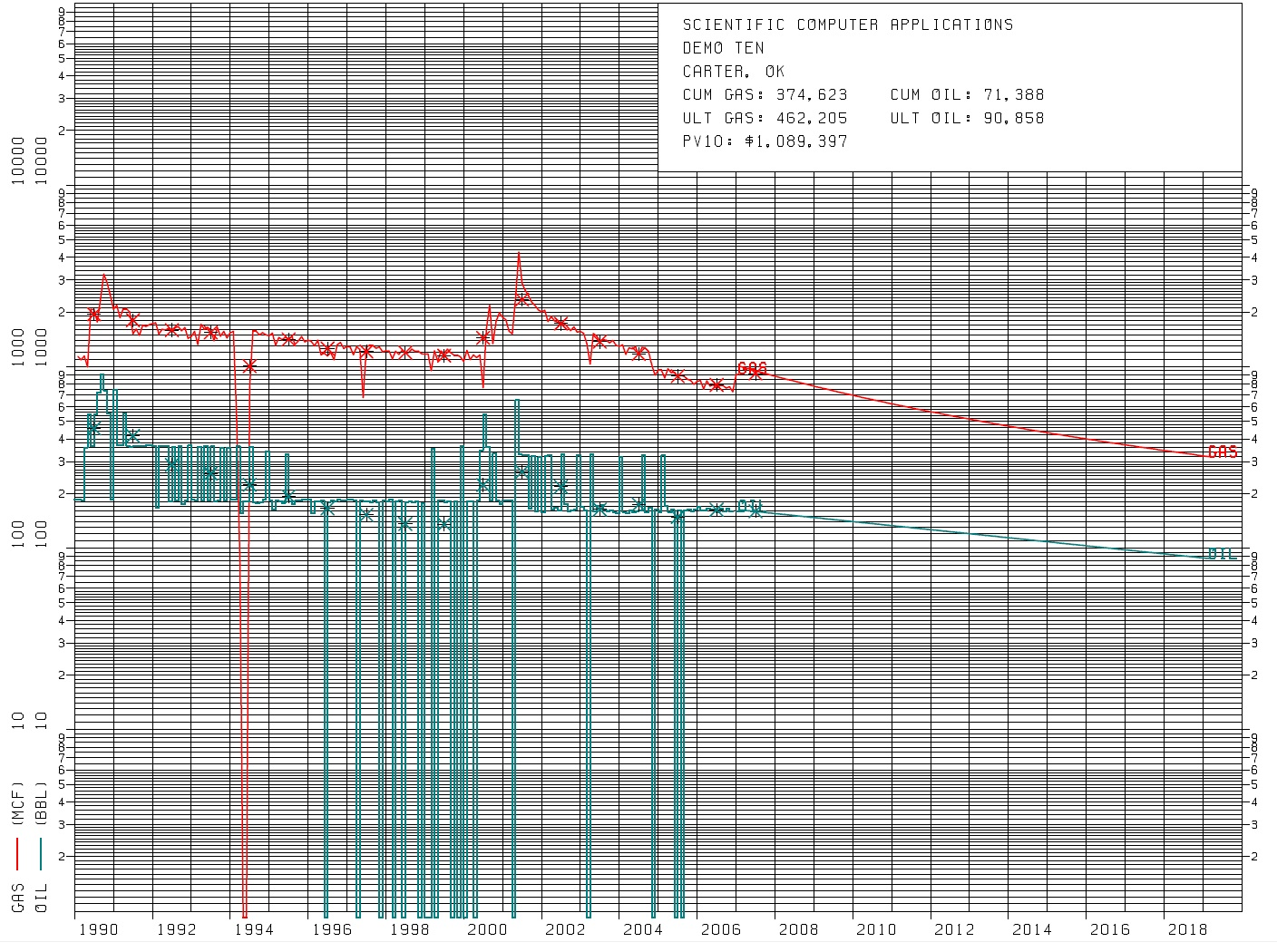
Curva de declive generada por el software de análisis de la curva de declive, utilizada en la economía del petróleo para indicar el agotamiento de petróleo y gas en un yacimiento petrolero.

El análisis de la curva de declive es un medio para predecir la producción futura de pozos petrolíferos o gasíferos en función del historial de producción pasado. El análisis de la curva de disminución de la producción es un medio tradicional para identificar problemas de producción de pozos y predecir el rendimiento y la vida útil de los pozos en función de la producción de pozos de petróleo medida. Antes de la disponibilidad de las computadoras, el análisis de la curva de declive se realizaba a mano en papel de trazado semilogarítmico. Actualmente, el software de análisis de la curva de declive en las computadoras de PC se utiliza para trazar las curvas de declive de la producción para el análisis económico del petróleo.

## Contexto
Los pozos de petróleo y gas generalmente alcanzan su producción máxima poco después de su finalización. A partir de ese momento, además de los pozos terminados en depósitos de agua, disminuyen la producción, la rapidez de la disminución depende de la producción de los pozos y de otros factores que gobiernan su productividad. La curva de disminución de la producción muestra la cantidad de petróleo y gas producidos por unidad de tiempo durante varios períodos consecutivos; si las condiciones que afectan la tasa de producción no cambian, la curva puede ser bastante regular y, si se proyecta, proporcionará conocimientos útiles sobre la producción futura del pozo. Con esta información, se puede juzgar el valor de una propiedad, y se pueden hacer los cargos correspondientes por agotamiento y depreciación en los libros de la compañía operadora.
El análisis de la curva de disminución de la producción es importante para determinar el valor en los pozos de petróleo y gas en la economía del petróleo y el gas. Las curvas de declive son el medio más común para pronosticar la producción de petróleo y gas. Las curvas de declive tienen muchas ventajas: utilizan datos que son fáciles de obtener, son fáciles de trazar, producen resultados en función del tiempo y son fáciles de analizar. Las curvas de declive también son uno de los métodos más antiguos para predecir las reservas de petróleo.